# معلمان
مُعَلّمان نام روستایی کویری از توابع بخش امیرآباد شهرستان دامغان در استان سمنان ایران است.

## جمعیت
روستای معلمان در دهستان قهاب رستاق قرار گرفته و بر اساس سرشماری مرکز آمار ایران در سال ۱۳۹۰، جمعیت آن ۱۹۶ نفر (۵۲ خانوار) بوده‌است.

## موقعیت
منطقهٔ معلمان در ۱۲۸ کیلومتری جنوب شهرستان دامغان و ۱۱۰ کیلومتری شمال جندق، در حاشیهٔ شمالی ساحل کویر بزرگ نمک قرار دارد. این منطقه از شمال به کوه‌های دزینا، انارو، تبرکوه، و دوگوش، از شرق به روستای بیدستان، از غرب به کلاته رشم، و از جنوب به چالهٔ کویر محدود می‌شود.
این منطقه در زمان‌های گذشته در مسیر کاروان‌گذر جندق به بیدستان قرار داشته‌است. در هنگام گذر از جادهٔ ارتباطی جندق به معلمان، نام‌هایی بر روی نقشه مشاهده می‌شوند که عملاً حضور فیزیکی ندارند. علت نامگذاری این مناطق آگاهی از میزان راه باقی‌مانده بوده‌است. مکان‌هایی مانند بارانداز سر نمک، بارانداز میانه و سر کویر از جمله این نامگذاری‌ها بوده‌اند. بارانداز سرنمک به معنای ابتدای مسیر کویر، بارانداز میانه به معنای نیمه‌راه و سر کویر به معنای پایان مسیر قلمداد می‌شده‌اند. کاروان‌ها این مسیر را به سرعت و در مدت زمان تقریبی ۳ روز طی می‌کردند تا دچار باران‌های ناگهانی و در نتیجه باتلاقی‌شدن زمین‌های کویر نگردند.
سون هدین کویرنورد سوئدی یک بار مسیر جندق به معلمان را به همراه یک کاروان طی کرد و در سفرنامهٔ خود به نام کویرهای ایران به آن اشاره کرده‌است. هدین در این سفرنامه اشاره می‌کند که در نزدیکی معلمان دچار رگبار شده‌است و زمین‌ها به‌شدت باتلاقی شدند به نحوی که بلند کردن پا به علت چسبندگی زیاد گل با دشواری زیادی همراه بوده و شترها در گل فرومی‌رفته‌اند و قادر به برخاستن نبوده‌اند.
مسیر معلمان به جندق کوتاه‌ترین مسیر عبور از عرض کویر بوده‌است و کاروان‌ها برای آن‌که مسافت کمتری را در کویر طی کنند ابتدا از جندق به معلمان و سپس به بیدستان یا ورامین عزیمت می‌کرده‌اند. معلمان در حال حاضر دارای یک پمپ بنزین و یک پاسگاه انتظامی می‌باشد و نقطهٔ ارتباطی محورهای دامغان-جندق و شاهرود-جندق است.

### مسیرهای دسترسی
- مسیر اول، محور آسفالته دامغان به معلمان است.
- مسیر دوم، مسیر سمنان به آهوان و سپس معلمان است.
- مسیر سوم، مسیر خور به جندق و سپس معلمان است.
- مسیر چهارم، مسیر شاهرود بیدستان و سپس معلمان است.

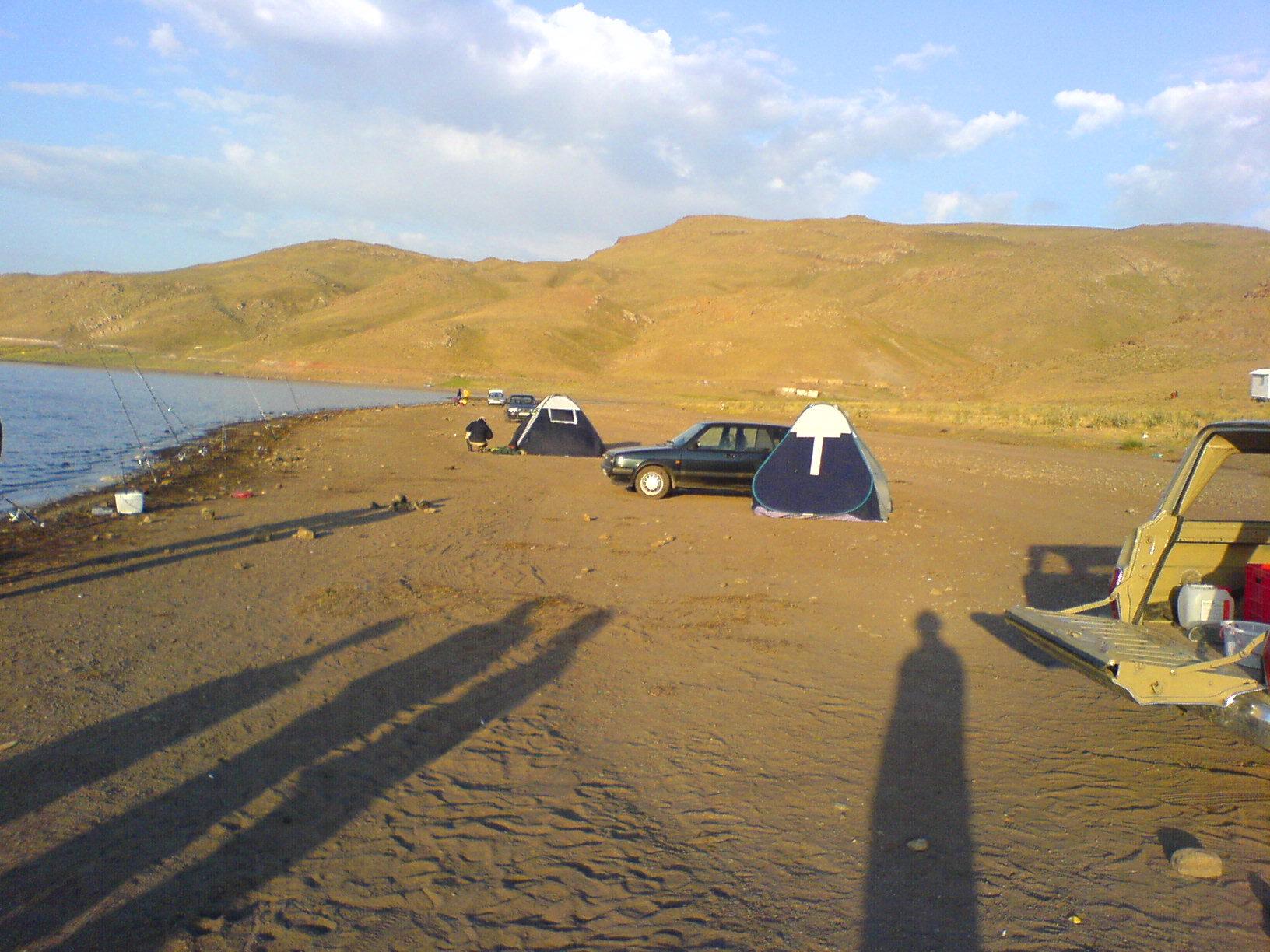
دریاچه فصلی معلمان که تنها ۵ یا ۶ روز در سال آب دارد
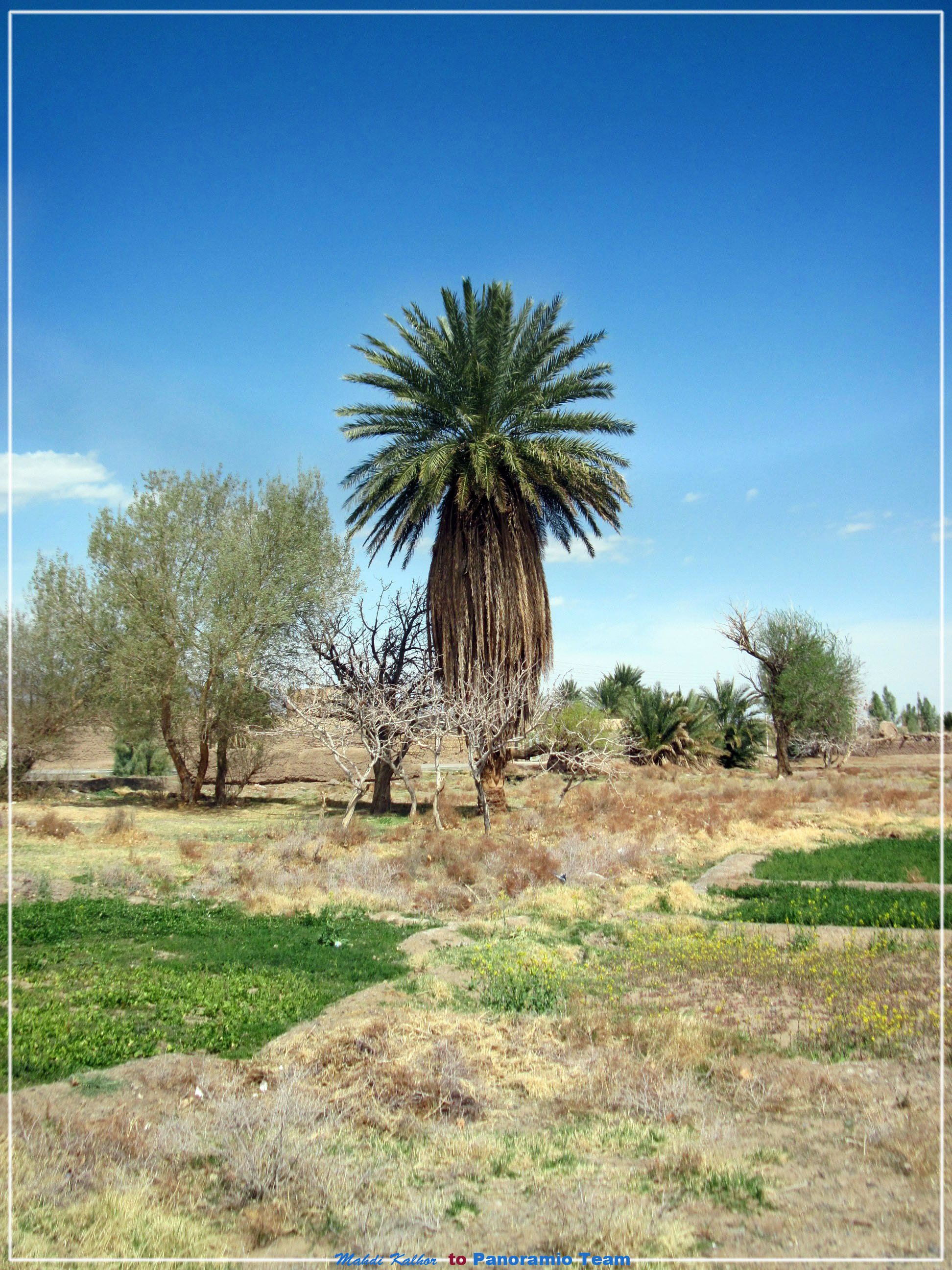
کشتزاری در معلمان